# Georges Valance
Pour les articles homonymes, voir Valance.
Georges Valance, né à Corcieux (Vosges) le 24 février 1942, est un journaliste et écrivain français.

## Biographie
Georges Valance étudie au lycée Louis-le-Grand puis à la Sorbonne. Il travaille ensuite comme journaliste au magazine L'Express. Au cours de sa carrière, il est rédacteur en chef du magazine La Vie financière, directeur de la rédaction de L'Expansion et directeur délégué de la rédaction de L'Express.
Il écrit notamment des biographies d'Adolphe Thiers, Georges Eugène Haussmann et Valéry Giscard d'Estaing ainsi que des essais historiques. Il est un spécialiste des relations franco-allemandes.

## Publications
- France-Allemagne : le retour de Bismarck, Paris, Flammarion, 1990, 302 p. (ISBN 2-08-066300-3).
- Les Maîtres du monde : Allemagne, États-Unis, Japon, Paris, Flammarion, 1992, 294 p. (ISBN 2-08-066670-3).
- L'Affaire Haussmann : roman d'initié, Paris, France-Empire, 1996, 191 p. (ISBN 2-7048-0810-4).
- La Légende du franc : de 1360 à demain, Paris, Flammarion, 1996, 448 p. (ISBN 2-08-066884-6).
- Histoire du franc, 1360-2002 : la légende du franc, Paris, Flammarion, coll. « Champs », 1998, 446 p. (ISBN 2-08-081414-1).
- La Revanche de l'Allemagne, 1989-1999, Paris, Perrin, coll. « Une journée dans l'histoire », 1999, 294 p. (ISBN 2-262-01480-9).
- Haussmann le grand, Paris, Flammarion, coll. « Grandes biographies », 2000, 362-16 p. (ISBN 2-08-211571-2).
- Le Phénix français ou Comment la France s'est toujours relevée de Charles V à de Gaulle, Paris, Flammarion, 2006, 289 p. (ISBN 2-08-210573-3).
- Thiers bourgeois et révolutionnaire, Paris, Flammarion, coll. « Grandes biographies », 2007, 447-16 p. (ISBN 978-2-08-210046-5).
- VGE, Paris, Flammarion, 2011, 620-32 p. (ISBN 978-2-08-121984-7).
- Petite Histoire de la germanophobie, Paris, Flammarion, 2013, 244 p. (ISBN 978-2-08-130184-9).
- Poincaré, Paris, Perrin, 2017, 490-8 p. (ISBN 978-2-262-06418-1).